# Lampitt-Nunatak
Der Lampitt-Nunatak ist ein etwa 1800 m hoher Nunatak unweit der Loubet-Küste im Grahamland auf der Antarktischen Halbinsel. Er ragt nahe dem Kopfende des Murphy-Gletschers auf.
Luftaufnahmen der Hunting Aerosurveys Ltd. aus den Jahren von 1955 bis 1957 dienten dem Falkland Islands Dependencies Survey der Kartierung. Das UK Antarctic Place-Names Committee benannte den Nunatak 1958 nach dem britischen Chemiker Leslie Herbert Lampitt (1887–1957), der als Ernährungsberater britischer Polarforschungsexpeditionen zwischen 1937 und 1957 tätig war.